# トータル・タンク・シミュレーター
『Total Tank Simulator』(トータル・タンク・シミュレーター)はポーランドのNoobz From Polandが制作した第二次世界大戦を題材にしたシミュレーションゲームである。

## 概要
トータル・タンク・シミュレーターはポーランドのNoobz From Polandが制作した第二次世界大戦を題材にしたシミュレーションゲームであり日本では505 Gamesが2020年5月21日にSteamより販売を開始した。トータル・タンク・シミュレーターは第二次世界大戦の戦車・歩兵・野砲・戦闘機・爆撃機さらには原子爆弾といった陸空軍のあらゆる兵器を用いてドイツやソ連など第二次世界大戦時の7つの国家が戦う第二次世界大戦が元の戦略シミュレーションゲームである。
プレイヤーは戦役で各国の軍を指揮し勝利に導くか、サンドボックスや影で自由に兵士や兵器を設置し戦うか選ぶことが出来る。なおポーランドのゲームのためか日本語訳には誤訳や不明瞭なところがある。
また説明にはゲーム内での兵器名や単語を使用する。

### 作戦
作戦は戦車・装甲車、歩兵、砲兵、爆撃機に出すことが出来る。戦車・装甲車には攻撃は目標を指示防御はその場で停止戦闘を行なう。歩兵は攻撃と防御に加え近くの掩体壕や建物に隠れて戦う身を守るがある。砲兵は砲撃目標を指示出来る砲撃、爆撃機には爆撃目標を指示出来る爆撃がある。

## 国家紹介
トータル・タンク・シミュレーターで使用できる国家は初期から存在する6つと有料のダウンロードコンテンツで追加された1つの計7つである。登場国家にはそれぞれ他国よりも優れたところがあり使用出来る兵器も様々である。各国の強さは主に地上・空軍、攻撃・防御、戦車・戦闘機・爆撃機・歩兵・要塞と大砲と対戦車砲の3種類の組み合わせで表すことが出来る(例：ドイツ・地上・攻撃・戦車)。

### ドイツ
ドイツは地上攻撃型で高価だが強力な戦車や駆逐戦車が使用出来る。トータル・タンク・シミュレーターでは普通駆逐戦車は中戦車に弱いのだがドイツの駆逐戦車は他国の中戦車も圧倒する性能を持っている。また急降下爆撃機も強力である。使用出来る兵器もゲーム内最大の巨体と火力・耐久力を持つラーテやゲーム内最高コストでありUFOのようなディグロッケや垂直離陸が出来るジェット戦闘機など変わった兵器が多い。国家の色は青、国籍マークはバルケンクロイツ。

### ソビエト連邦
ソビエト連邦は地上攻撃型で大量の戦車をどの国よりも安く使用出来る。ソビエト連邦の戦車は他の国よりも貧弱だが物量で勝っている。またソビエト連邦にはグライダー戦車や対戦車犬や熊などの動物兵器もある。国家の色は赤、国籍マークは赤星。

### 米国
米国は空軍攻撃型で強力な爆撃機が使用出来る。米国は爆撃機以外の戦闘機や戦車、歩兵は平均程度の強さを持つ。また原子爆弾が使用出来る。国家の色は緑、国籍マークは丸星。

### ポーランド
ポーランドは地上攻撃型で他国よりも強力な歩兵が使用出来る。ポーランドの歩兵は他国よりも強力だがそれ以外の戦車や戦闘機は平均以下の強さで種類も少ない。こういったゲームにポーランドがいるのは珍しいがそれはNoobz from Polandがポーランドにあるからであろう。国家の色はオレンジ。

### 英国
英国は対空防御型で強力な戦闘機が使用出来る。しかし爆撃機や歩兵、戦車は平均的である。国家の色は暗めの黄色。

### フランス
フランスは対地防御型でマジノ線など要塞での防御が強力である。フランスは掩蔽壕やトーチカの他、強力な大砲や対戦車砲が使用出来る。フランスは戦車の種類は充実し強力だが一方で戦闘機や爆撃機は種類も少なく弱い。国家の色は薄い青、国籍マークは中心から青白赤の丸。

### イタリア
イタリアは地上防御型で戦闘機が強いかもしれない、イタリアの戦役の説明欄はイタリアはイギリスから北アフリカを守っているといった戦役モードのことが書かれているのでイギリスに対して強いか弱いということかもしれないが少なくても戦車や戦闘機が弱いということもないので全体的に各国平均の強さはある。イタリアはItary DLCを購入することで追加される国家で大体の兵器は国産だが将校の車両はドイツ製のものが殆どを占める。またイタリアは各国が普通戦闘機と改戦闘機のように改のついた兵器があるのだがイタリアだけは改をつけ忘れただけかもしれないのだが戦闘機と戦闘機、対戦車砲と対戦車砲など改がついていない兵器がある。国家の色は明るい黄色、国籍マークは国旗にある盾。

## 戦役
戦役ではその国の軍隊を率いて史実とほとんど関係ない第二次世界大戦を戦うモードである。戦役では攻勢と防衛の2種類があり攻勢では4〜6つある目標地点(地名は実際に存在する)を攻撃し最終目標を占領することで勝利となる、なお最終目標の占領すればいいためその他の目標全てを占領する必要はないしかし占領しなかった目標の研究ポイントや資金は得られない。防衛では敵の攻勢を防ぎながら撤退し最終目標を守り抜くことで勝利となる、目標地点では敵部隊と戦うかそのまま撤退するか選ぶことが出来るが最終目標を守り抜けば勝利になる。また攻勢同様スキップした目標の研究ポイントと資金は得られない。攻勢では目標への攻撃に失敗してもゲームオーバーにはならず使用した資金とターンのみが消費され再度攻撃出来るが防衛では目標での戦闘に敗北すると再度攻撃はできない、また全ての目標で防衛に成功しても最終目標で敗北するとゲームオーバーとなる。目標地点での勝利時に得られる資金は戦闘時に兵士や兵器を出すのに使用する(使用上限はある)、研究ポイントは新しい兵器を使用可能にするために使うか将校のスキルレベルを上げるために使用する。目標地点での戦闘には4種類ありどちらかが全滅するまで戦うデスマッチ、3回に分かれて攻めてくる敵と戦うウェーブ、VIPを撃破するVIPを殺す、VIPを守るVIPを守るがある。
ドイツ
ドイツの戦役は対連合・対ソ戦からなるI~VIの章に分けて戦う。
I章/白作戦：
II章/黄色作戦：
III章/アシカ作戦の後に：
IV章/バルバロッサ作戦：
V章/砂漠の狐の攻撃：
VI章/冬の嵐作戦：
ソビエト連邦
ソビエト連邦の戦役は対独・対連合戦をI~Vの章に分けて戦う。
I章/ポーランド侵攻：
II章/大祖国戦争：
III章/ウエスト作戦：
IV章/：
V章/「西」の裏切り：
米国
米国の戦役は対独・対ソ戦からなるI~IIIの章に分けて戦う。
I章/トーチ作戦：
II章/バルジの戦い：
III章/想像を絶する作戦：
ポーランド
ポーランドの戦役は対独戦をI~IIの章に分けて戦う。
I章/ポーランド侵攻：
II章/ウエスト計画：
英国
英国の戦役は対独・対ソ戦からなるI~IVの章に分けて戦う。
I章/ダーケストアワー：
II章/破れたテヘラン：
III章/：
IV章/念願の解放：
フランス
フランスの戦役は対独戦をI~IIの章に分けて戦う。
I章/ダイル計画：
II章/イースト計画：
イタリア
イタリアの戦役は対連合戦をI~IIの章に分けて戦う。
I章/：
II章/連合軍のイタリア進行：

## その他のモード
影
影モードの内容や操作は大体サンドボックスモードと同じだが違うところは最初の戦闘で勝った方は次は敵となり、それに勝つ為に部隊を配置する必要があるが自分が使用する国家は最初を除いてランダムで選ばれる。勝つたびに階級が上がっていくが3回負けるとゲームオーバーとなる。
サンドボックス
自分の好きなシチュエーションで遊ぶことが出来る。
好きなマップ・国家を選び、好きな兵士・兵器を自由に配置出来る、使用可能資金の上限を設定することも出来る。
ワークショップ
2022年7月時点これといった機能はない。

## 使用出来る兵器や建造物など
トータル・タンク・シミュレーターで使用出来る兵器などは多少デフォルメされているため性能なども実際の兵器とは違っている。兵士や兵器は国家ごとに色が決まっており兵器を鹵獲した際には即座にその国の色と国籍マークに塗り替えられる、またどの国も使用していない中立の際には白色になる。全ての戦車・装甲車・戦闘機・爆撃機・カノン砲はSMG(サブマシンガン兵)が搭乗している。このゲームで使用出来る兵器は実際の兵器とは性能が異なる、また説明にはゲーム内での兵器名や単語を使用する。
戦車(装甲戦闘車輌)
トータル・タンク・シミュレーターという題名の通り戦車がメインのゲームのため戦車や自走砲の種類は充実している。
戦車の種類による強さは普通は軽戦車く重戦車、中戦車くく重戦車、重戦車・超重戦車≤駆逐戦車、駆逐戦車≤中戦車、軽戦車・中戦車・重戦車く超重戦車となっている。
戦車
戦車には軽戦車・中戦車・重戦車・超重戦車が含まれる。
軽戦車・改軽戦車・改中戦車・改重戦車・改超重戦車のうち将が戦車名の前についているのは戦役モードでは将校車両として使用される。
軽戦車
装甲車や歩兵などのソフトターゲットに対して強く軽戦車と改軽戦車が含まれる。
軽戦車=独：PANZER 38T(E/F型)・将PANZER I B(B型)、ソ：BT-5、波：7TP、米：STUARTM3A1(溶接車体)のD58101型砲塔付き、英：MK.III・将MK.IV、仏：Renault FT、伊：CV L3-33(L3/33セリエII)・将PANZER I B(B型)。
改軽戦車=独：PANZER II(II号戦車C型)、ソ：BT-7・将T-28、波：9TP・将R35、米：CHAFFEE・将LEE、英：CRUSADER、仏：H35・将R35、伊：L6。
中戦車
駆逐戦車に対して強く中戦車と改中戦車が含まれる。
中戦車=独：PANZER III(III号戦車L型)、ソ：T-34(1941年型)、波：10TP、米：SHERMAN(M4A3(75))、英：MATILDA(マチルダII Mk.II)、仏：CHAR D1、伊：M13・将PANZER IV(F1型)。
改中戦車=独：PANZER V PANTHER(A型)・将PANZER IV(F1型)、ソ：T-44・将T-34-85、波：CRMWELL(Mk.V)・CHAR D2、米：JANBO(M4A3E2(76))・将FURY(M4A3E8)、英：CRMWELL(Mk.V)・将COMET、仏：CHAR D2・将AMR35、伊：M14。
重戦車
中戦車など小型の戦車に対して強く重戦車と改重戦車が含まれる。
重戦車=独：TIGER I(E型)、ソ：KV-1(41年の鋳造砲塔型)、波：CHAR 2C・BLACK PRINCE、米：PERSHING、英：CHURCHILL(Mk.VII)、仏：CHAR 2C、伊：P26/40。
改重戦車=独：TIEGERII(ヘンシェル砲塔)・将NEUBAUFAHRZEUG、ソ：KV-2(1940年型)・将T-35、波：将CHAR B1、米：T29・将S.PERSHING(T-26E1-1)、英：BLACK PRINCE・将CENT(試作型で同軸に20mm機関砲装備の1~10号車)・EXCFLSIOR、仏：BLACK PRINCE・将CHAR B1、伊：TIEGER II(ヘンシェル砲塔)・将NEUBAUFAHRZEUG。
超重戦車
駆逐戦車を除く戦車に強く超重戦車と改超重戦車が含まれる。
超重戦車=独：LöWE、ソ：IS-2(前期型)、米：PTTN、英：TOG 2、仏：FCM F1。
改超重戦車=独：MAUS・将E-100、ソ：将SMK・KV-4、米：MIL 103・将T34B、英：将T34B、伊：将E-100。
駆逐戦車
駆逐戦車には駆逐戦車・改駆逐戦車と重駆逐戦車が含まれる。このゲームのAIの特性状攻撃よりも移動が優先されるため砲塔のない駆逐戦車の場合敵を攻撃出来ずその能力を発揮出来ないので作戦から防御を選択すればその能力を存分に発揮出来る。駆逐戦車は重戦車に強いが中戦車に弱い。重駆逐戦車は重戦車・超重戦車に強く中戦車に対しても有効。
駆逐戦車・改駆逐戦車・重駆逐戦車のうち将が戦車名の前についているのは戦役モードでは将校車両として使用される。
駆逐戦車
重戦車に対して効果的で中戦車には弱いものが多い。駆逐戦車と改駆逐戦車が含まれる。駆逐戦車には固定砲塔のものと砲塔を持つもの、全装軌式と半装軌式、オープントップの車両など様々物が含まれる。
駆逐戦車=独：STUG.III(A型に長砲身7.5cm砲を搭載したもの)・SD.KFZ.162(IV号戦車/70(V))・将HETZER、ソ：SU-76(SU-76M後期型)・SU-100・将SU-85、波：TKD、米：将M3 GMC・WOLVERINE・HELCAT、英：ARCHER・TORTOISE、仏：TKD・TORTOISE、伊：セモヴェンテ DA 75・将HETZER。
改駆逐戦車=英：CHALLENGER、伊：セモヴェンテ DA 75/34。
重駆逐戦車
超重戦車に対しても効果的で中戦車にもある程度強くなっている。
重駆逐戦車=独：ELEFANT・将JAGDTIGER、ソ：SU-100Y、米：T28、伊：セモヴェンテ DA 105/25・将JAGDTIGER。
自走砲
自走砲にはカノン砲・ロケット砲同様の砲兵機材を装備し間接射撃による砲撃が出来るものが含まれる。工場や掩体壕など建物に対して非常に有効。
自走砲
自走砲には自走砲と改自走砲が含まれる。
自走砲=独：WESPE、ソ：ISU-152、波：194 MLE GPF、米：PRIEST、英：BISHOP(戦闘室が砲塔として回転する)、仏：194 MLE GPF、伊：セモヴェンテ DA 90/53。
改自走砲=独：GRILLE、ソ：SE-14、米：M43、英：SEXTON、伊：セモヴェンテ DA 149/40。
自走ロケット砲
自走ロケット砲にはロケットランチャー・改ロケットランチャーとロケット戦車・改ロケット戦車が含まれる。
ロケットランチャー=独：WURFRAHMEN 40、ソ：KATYUSH。
改ロケットランチャー=独・伊：PANZERWERFER。
ロケット戦車=独：STURMTIGER、米：CALLIOPE。
改ロケット戦車=米：WHIZBANG。
自走式対空砲
対空機関砲装備：対空機関砲装備の対空戦車は戦車型と装甲トラック・装甲車に搭載されたものがある。
対空カノン砲装備：対空カノン砲装備の対空戦車は装甲トラックに搭載されたものがある。また以下の車両名の前にカがついているものである。
自走式対空砲=独：FLAKPANZER I。
改自走式対空砲=独：WIRBELWIND。
装甲車・輸送トラック
装甲車：
輸送トラック：
特殊戦車・その他の車両
特殊戦車には神風戦車・火炎放射軽戦車・海賊戦車・地雷スポナー・回収車・グライダー戦車が含まれる。
火炎放射軽戦車：火炎放射軽戦車は砲塔または車体に火炎放射器を搭載した戦車であり他に機関銃や戦車砲を装備しているものもある。
ソ：OT-133、米：M4E8、英・仏：CHURCHILL(Mk.VII)、伊：フィアット・アンサルド CV.35。
神風戦車：神風戦車はいわゆる特攻兵器であり敵に撃破されるまたはAIは接触プレイヤーは任意のボタンで爆発しユニットは破壊される。武装として機関銃または戦車砲を装備している。
独：PANZERI B(I号B型指揮戦車)、ソ：T-70、波：TKS、米：CRAB、英：Mk VI、仏：S35、伊：MIAS/MORAS 1935。
海賊戦車：海賊戦車は敵ユニットにフックを放ち一定の時間が立つと敵ユニットの搭乗員を追い出し鹵獲し海賊戦車は破壊される。
ソ：T-80、波：TK-3、米：M36、英：Mk II、仏：FCM 36、伊：アウトブリンダ・リンチェ。
地雷スポナー：地雷スポナーはロボット機雷(自走式地雷)を生産するユニットで生産したロボット機雷は三体まで同時に存在でき一両ロボット機雷がやられるまで次のロボット機雷は生産できない。また自衛用に機関銃か戦車砲を装備している。
独・伊：ALKETT、ソ・波・米・英・仏：DOZER。
回収車：回収車は味方の戦車系のユニットの耐久力・装甲値を回復させる。回収車自体は非武装となっている。
独：BERGEPANTHER、ソ：T-20、波・米・仏・伊：M32B1、英：BFDFORD、伊：アンカルト LT。
歩兵
歩兵は歩兵用の小火器などを装備した兵士で装備している武器から主に7つに分けることが出来る。また戦役モードでのみ将校が使用出来る。
ライフル兵：
SMG(サブマシンガン兵)：
スナイパー：
火炎放射兵：
突撃兵：
ATR(対戦車ライフル兵)：
ショットガン：米国のみ使用可能。
空挺兵：
将校：キャンペーンモードでのみ使用可能。
砲兵
砲兵は地上に固定された火砲で戦う殆ど非装甲の兵科である。砲兵は敵地上目標に間接射撃で攻撃するカノン砲・ロケット砲と直接射撃で攻撃する対戦車砲、敵空中目標を直接射撃する対空砲がある。カノン砲・ロケット砲・対空カノン砲は範囲ダメージを与える。全ての砲兵機材は一人で操作される。
カノン砲・ロケット砲
カノン砲・ロケット砲は煙砲と火砲を除いて爆発による範囲ダメージを与える、火砲は燃焼によるダメージを与える。
カノン砲：カノン砲と改カノン砲が含まれる。普通の爆発ダメージを与える平凡な榴弾砲。
カノン砲=
改カノン砲=
煙砲：煙砲は視界を遮る発煙弾を発射する砲である。煙砲は全ての国にあり全てM-30が使用されている。ダメージを与えることは出来ない。
ロケット砲：ロケット砲はロケット弾を連続して発射することが出来、掩体壕や工場に対して特に高いダメージを与える。
ロケット砲=
火砲：火砲は着弾点に炎上エリアを作り出し敵を炎上させる。歩兵やバラック、砲兵に対して効果的。火砲は全ての国にあり全てCanon de 75が使用されている。
クラスター砲：クラスター砲は着弾時にカノン砲よりも広いエリアに大きいダメージを与え着弾後に周囲で小型の砲弾が複数爆発する。しかし装填時間が長い弾薬の数が少ないなど欠点もある。殆どの地上ユニットに対して有効打を与えられる。クラスター砲は全ての国にあり、全てBL 4.5が使用されている。
対戦車砲
対戦車砲と改対戦車砲が含まれる。対戦車砲は装填速度が遅く防御力も低くさらにコストも高いためあまり強くはない。
対戦車砲：
対戦車砲=独・伊：対戦車、ソ：19-K、波・仏：オチキス(SA 34)、米：M3、英：2-pounder
改対戦車砲=独：PAK43、ソ：Zis-2、米・英：6-pounder
対空砲
対空機関砲：
対空機関砲=独：Flak 38、ソ：72-K、波：Bofors(40 mm L/60)、米：M45、英：QF 2 pounder、仏：、伊：20mm スコッティ-イゾッタ・フラスキーニ 20/70 機関砲。
対空カノン砲：
対空カノン砲=独：Flak(Flak 18の防盾なし)、ソ：M1938、波・米・英・仏：QF 3.7
空軍兵器
空軍は戦闘機などを用いて敵空軍もしくは爆撃機などを用いて敵陸軍を攻撃し味方陸軍を援護する。戦闘機や爆撃機には燃料が制限されており燃料がなくなれば墜落するため戦闘が長引くことがないようになっている。
戦闘機
戦闘機とジェット戦闘機は通常敵航空機と戦うがいない場合には地上目標を攻撃する。全て一人乗りである。
戦闘機：戦闘機には戦闘機と改戦闘機が含まれ敵航空機と戦うがいない場合は地上ユニットも攻撃する。機関銃のみを装備している。
ジェット戦闘機：ジェット戦闘機は戦闘機よりも高速で機関銃に加えロケット弾も装備しており敵装甲目標にも効果的にダメージを与えることが出来る。
爆撃機
爆撃機は敵地上目標を攻撃するのに特化しており搭乗員は2人以上が乗っており一人が操縦手兼爆撃機手でその他は機銃手である。
潜水爆撃機：急降下爆撃機の誤訳だと思われる。潜水爆撃機には潜水爆撃機と改潜水爆撃機が含まれる。潜水爆撃機は大型爆弾を2~4個装備しており敵戦車に対して大きなダメージを与えられる。
戦闘爆撃機：戦闘爆撃機は潜水爆撃機よりも防空能力が高い。
戦略爆撃機：戦略爆撃機は掩体壕や工場に対して特に有効な小型爆弾を多数搭載し絨毯爆撃を行なう。

### 掩体壕・トーチカや工場
掩体壕・トーチカ
掩体壕・トーチカ・スナイパータワーにはいずれも耐久力が設定されており耐久力が減少すると壊れてゆき0になると完全に破壊されるが内部の機関銃やカノン砲は別に耐久力が設定されているので掩体壕やスナイパータワーが破壊されてもそのまま残る。つまり内部の兵器や歩兵のみを倒すことも出来る。掩体壕・トーチカ内で兵器の操作をする兵士は兵器の射程内に敵がおらず掩体壕・トーチカの側面などに敵がいた場合兵器の操作をやめて敵を攻撃しにいく。
機関銃トーチカ・機関銃壕：機関銃を装備したトーチカは3種類あり三脚に取り付けらえただけのもの(戦役モードでは使用出来ない)それの周りに土嚢を設置したものとコンクリート製のトーチカに設置したものである。3種類ともにMG81Zが設置されている。
カノン砲掩体壕：このコンクリート製の掩体壕にはPAK43が搭載されているが改対戦車砲のものとは違い範囲ダメージを与えることが出来るカノン砲となっている。このカノン砲は掩体壕内にあるため砲は限定旋回で俯仰角も制限されている。
スナイパータワー：戦役モードでは使用出来ない。スナイパータワーは二層に分かれており一層目にはライフル兵三人、二層目にはスナイパーが二人配備されている。スナイパータワーは梯子で昇降出来る。
工場
工場系はユニットを生産する施設であり、破壊されるまで設定されたユニットを生産し続ける。
バラック：歩兵ユニットを生産する。
工場：戦車と駆逐戦車を生産する。
車両工場：装甲車や輸送トラック、特殊戦車など工場で生産されない車輛を生産する。
飛行場：戦闘機や爆撃機などの飛行ユニットを生産する。

### その他と機密兵器
地雷・自走式地雷
地雷：ユニットが上を通ると敵味方関係なく爆発する。
自走式地雷：爆発時に神風戦車と同程度のダメージを与えることができる、地雷スポナーからも生産される。
対戦車犬：ソビエト連邦の機密兵器で、基本の行動は自走式地雷と同様。T-42からも生産される。
機密兵器(戦車)
RATTE：ドイツの超重戦車で、ゲーム内最大の陸上ユニットであり主砲塔に加え2つの副砲塔、4つの対空砲塔を持つ。
T-42：ソビエト連邦の超重戦車で、3つの砲塔を持ち対戦車犬も生産出来る。
機密兵器(航空機)
輸送機：輸送機は全ての国家にある機密兵器で、輸送機は空挺兵を10人搭載しており空中からパラシュートによって降下する。輸送機は武装が貧弱なため敵戦闘機や対空砲は天敵となる。
その他の機密兵器
ディグロッケ：ドイツのUFO型の機密兵器で、衝撃波を出し敵を吹き飛ばす。
態：ソビエト連邦の機密兵器でKV-2の砲塔を搭載した大きな態で一応重戦車の扱いらしい。元はおそらくヴォイテク。
グライダー戦車：グライダー戦車は唯一空中に配置出来る地上車両で戦闘が始まると敵の後方に向かって飛んでゆく空中では動力がないためあまり長い時間飛ぶことはできないが飛行中でも武装を使用出来る。ソビエト連邦の機密兵器であるA-40 KTのみが実装済み。
マジノ線：フランスの掩体壕型機密兵器で、ゲーム内最大の建造物で二基四門の対空カノン砲・三門のカノン砲・四丁の機関銃を備える。